# A4高速公路 (塞爾維亞)
A4高速公路，是塞爾維亞一條正興建中的高速公路，西起尼什（A1高速公路），東至接壤保加利亞邊境並經保加利亞A7高速公路可通往首都保加利亞索菲亞。
至2018年其中82公里長的路段已通車，公路完成後全長105公里。
公路是歐洲E80公路的一部份。